# Заметки об инициации
Заметки об инициации («Aperçus sur l’initiation», Éditions Traditionnelles, 1946) — книга французского философа Рене Генона, посвящённая рассмотрению различных аспектов инициации (посвящения), понимаемой как осознанный и упорядоченный процесс восприятия духовных влияний, протекающий в рамках традиционных инициатических организаций и имеющий целью достижение человеческим существом высших (сверхиндивидуальных) состояний «Универсального Человека».
«Активный» (и даже «научный», в смысле «традиционных наук») путь инициации противопоставляется пути мистики, нерегулярному, случайному и «пассивному». Мистик (как и последователь религии) не преодолевает границ своих индивидуальных возможностей. Инициация, кроме того, чётко различается от магии, которая, хотя и относится к «традиционным наукам», но низшего, утилитарного порядка.
Генон говорит о трёх последовательных условиях посвящения:
— «потенциальность» — сама возможность для человека принять посвящение, обусловленная его врождёнными внутренними и телесными качествами, так называемыми индивидуальными «квалификациями» (соответствующими materia prima, или субстанциальной стороне проявления);
— «виртуальность» — получение посвящения («озарение», «второе рождение») с помощью трансмиссии духовных влияний, осуществляемой регулярной инициатической организацией. Этот момент на индивидуальном, микрокосмическом уровне соответствует началу Универсальной Манифестации (лат. Fiat Lux, «Да будет Свет»), то есть упорядочению хаоса возможностей;
— «актуализация» — сознательная внутренняя работа по реализации полученного виртуального посвящения и достижение, в конечном итоге, состояния Высшего Тождества.

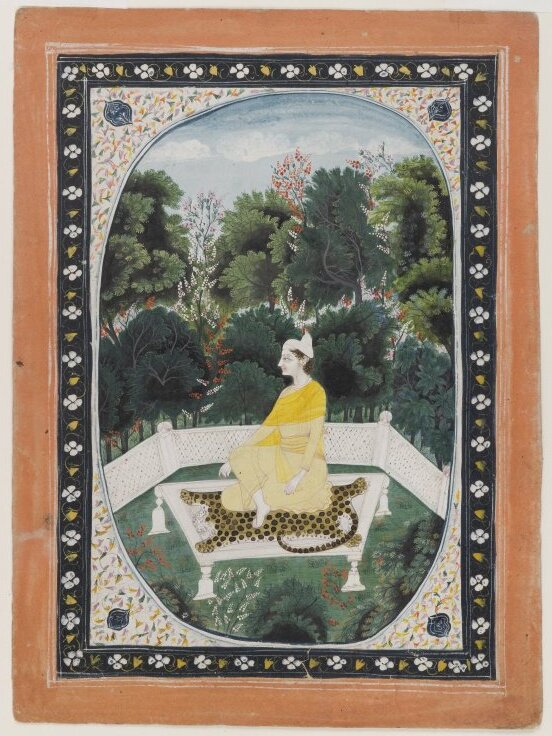
Человек, медитирующий в саду. Анонимный автор, Индия, 1820—1840. Медитация является одной из «опор» духовной реализации

Трансмиссия (передача) духовных влияний производится только в рамках непрерывной цепи преемственности (араб. силсила, евр. шелшелет, санскр. парампара), «не-человеческий» источник которой находится вне конкретных исторических «фактов» или реальных «исторических лиц». Высший духовный центр Традиции скрыт в условиях настоящего периода (Кали-Юги) и осуществляет своё влияние через вторичные центры (подобные опосредующим звеньям цепи), представляющие частные традиции.
Опорами на пути метафизической реализации являются символы, ритуалы, мифы. Символы связывают различные уровни реальности. Ритуал (обряд) есть, в сущности, совокупность символов (графических или звуковых), «приведённых в действие». Мифы, также являясь разновидностью символов, тесно связаны с понятием «мистерия» и означают «невыразимое», «воспринимаемое в молчании».
Все это способствует познанию с помощью интеллектуальной интуиции (познанию «оком сердца», араб. айн-уль-кальб), имеющему синтетический характер. Генон противопоставляет его профанному «образованию» (основанному на рациональном, дискурсивном мышлении), аналитическому и синкретическому. Подлинный синтез, то есть рассмотрение всего с точки зрения объединяющего Принципа, противостоит синкретизму, искусственному смешению. Поэтому Генон выступает против смешения различных традиционных форм инициации, признавая законность и равноправие каждой из них.
Генон предостерегает также от смешения психического и духовного, когда всевозможные необычные феномены и паранормальные способности, возникающие в некоторых случаях на пути инициации, принимаются за её конечную цель. Более того, увлечение подобными явлениями, полностью относящимися к области промежуточного, психического мира, может быть вредным для истинных, духовных целей инициации.
Полное раскрытие индивидуальных способностей достигается «малыми мистериями», тогда как подготавливаемые ими «великие мистерии» выводят существо из границ индивидуальности, понимаемой как интегральное единство телесной формы и её внетелесных продолжений. «Малым мистериям» соответствует трансмутация (достижение существом изначального целостного состояния, начинаемое со «второго рождения» в момент принятия посвящения), а «великим мистериям» — трансформация, или «третье рождение», равнозначная «второй смерти», смерти на психическом уровне (не обязательно связанной с физической смертью). В другом аспекте, это царская (кшатрийская) и священническая (брахманская) инициации, которые являются не различными видами, а последовательными стадиями одного процесса.
Подлинно инициатические организации не имеют ничего общего ни с религиозными сектами, ни с тайными обществами, закрытый характер которых обусловлен соображениями внешней конспирации, а не истинной («невыразимой») инициатической тайной. Например, тайна имён членов организации вызвана не столько внешними причинами, сколько тем, что, получая первоначальное, виртуальное посвящение, индивидуум обретает новое, инициатическое имя (при этом профанное, мирское имя уже не имеет значения, становясь случайной «подробностью» биографии). При переходе же границ индивидуальности человеческое существо вообще оказывается «по ту сторону» имени и формы (нама-рупа).
Касаясь вопроса о реальных инициатических организациях, Генон утверждает, что на современном Западе в той или иной степени сохранились как законные и традиционные лишь два подобных общества: масоны и «подмастерья» («компаньонаж»), несмотря на определённый их упадок. Невозможно самостоятельно, посредством индивидуального желания «учредить» инициатическую организацию, поскольку условием реальности посвящения является непрерывная преемственность (подобная апостольской) и сверхчеловеческий источник данной организации. Вследствие этого, всё, что не обладает указанными чертами, является, в лучшем случае, «псевдоинициацией» или даже откровенным шарлатанством (не говоря о более опасных прецедентах, связанных с «контринициацией»).
Представителями одной из форм истинного посвящения, существовавших на Западе с начала XIV века (после разрушения Ордена Храма) и до XVII века (до Вестфальского мира, ознаменовавшего, согласно Генону, окончательное крушение средневекового традиционного устройства Европы), были братья Розы и Креста. В отличие от исторических розенкрейцеров, которые, скорее, являлись рупором, внешним инструментом братьев Розы и Креста, последние не имели чёткой организации и остались анонимными. После Вестфальского мира они «удалились» на Восток, что символизирует отсутствие с этого момента на Западе форм инициации, позволяющих достичь подобных степеней посвящения. Изначально братья Розы и Креста, пребывая в рамках христианского герметизма, осуществляли его связь с традицией исламского эзотеризма.
Затрагивая проблему «элиты», Генон отмечает:

(…) элита в нашем понимании представляет совокупность тех, кто обладает качествами, требуемыми для инициации, и кто, естественно, всегда составляет меньшинство среди людей; в определённом смысле все они «званы», в силу «центрального» положения, какое занимает человеческое существо в данном экзистенциальном состоянии среди всех остальных существ, которые также пребывают в нём, но мало «избранных», а в условиях нынешней эпохи их явно меньше, чем когда-либо.
— Рене Генон. Заметки об инициации, глава XLIII. Пер. Т. Фадеевой.
В трёх заключительных главах рассматриваются, в том числе на примере посвященческих девизов Ordo ab Chao («Порядок из Хаоса»), Post Tenebras Lux («После Тьмы — Свет») и евангельских терминов Verbum, Lux et Vita («Слово, Свет и Жизнь») некоторые метафизические вопросы. В частности, вневременное начало проявления, описываемое как упорядочение хаоса возможностей Божественным Словом («Приказом», фр. Ordre, что также означает «порядок»), уподобляется моменту инициации, причем хаос возможностей Универсальной Субстанции соответствует тёмному, хаотическому состоянию посвящаемого, пришедшего из профанного мира. Рождение духовного принципа в центре человеческой индивидуальности («второе рождение») есть актуализация «вечного Аватары» как «зародыша» всеобщего проявления.